# 詹昌盛
詹昌盛（1957年8月13日—），綽號「盲亨」，香港三合會「和安樂」的成員。他擁有高超的駕駛技術並經常在大帽山、龍翔道、 飛鵝山及公主道駕駛「本田Type-R（DC2）」進行非法賽車，因在下坡幅度大彎道急的公主道高速下坡而得名因此人稱為“公主道車神”並改篇成電影，於1975年首次參加澳門賽車，並於翌年奪得房車賽冠軍。他擁有12次案底，其中6次與駕駛有關，包括非法賽車、無牌槍械或彈藥、意圖摧毀或損壞財產以危害他人生命、罔顧他人生命因而受到危害、偷竊、無牌駕駛等，曾六度入獄。

## 生平
2003年他被判入獄3年半，至2005年7月22日刑滿出獄。2008年1月5日，詹因停牌期間駕駛，及無第三者保險下駕駛，在觀塘裁判法院，被判監4個月及停牌一年半。
他的兒子詹家圖與父親一樣，同樣喜歡賽車。曾參加法國康巴斯方程式、雷諾方程式等。其16歲女兒詹詠嵐在2016年底與20歲男友在青衣南橋跳海殉情，男方起初被控謀殺，但控方最後接納他以「自殺協定」基礎承認誤殺，判囚4年。
盲亨的前女友是女警（暱稱「叮噹」），後來離開警隊。
現正駐守田心分區指揮官班立志因駕駛技術高超，以及反非法賽車時曾親手拘捕盲亨，因此有“盲亨剋星”稱號。

## 外部連結
CACC 186/2003 香港特別行政區 訴 詹昌盛 （页面存档备份，存于）
- CAAR 2/1988 ATTORNEY GENERAL v. JIM CHONG SHING （页面存档备份，存于）
- CACC 79/1988 THE QUEEN v. JIM CHONG SHING （页面存档备份，存于）
- 詹昌盛非法駕駛判監四個月[永久]